# Supertrain
Supertrain è una serie TV di nove episodi andata in onda nel 1979 sulla rete NBC negli Stati Uniti d'America. La serie narrava le vicende dei passeggeri di un futuristico treno a energia nucleare (il Supertrain, appunto) che, attrezzato come una nave da crociera (come una piscina, un centro commerciale, una palestra, una biblioteca, una clinica e una discoteca), avrebbe attraversato gli Stati Uniti da New York a Los Angeles in 36 ore.